# Sunshine At Midnight (álbum)
Sunshine At Midnight es un álbum de la cantante Sunshine Anderson, lanzado el 23 de enero de 2007 en Music World Entertainment.

## Listado de canciones
1. Something I Wanna Give You
2. Trust
3. My Whole Life
4. Switch It Up
5. Good Love
6. Being With You
7. Problems
8. Wear The Crown
9. Force Of Nature
10. Unbelievable
11. With You Baby
12. Sunshine At Midnight

## Sencillos
- Something I Wanna Give You
- Force Of Nature